# Литуаника (фестиваль)
«Lituanica» («Литуа́ника») — традиционный ежегодный рок-фестиваль середины 1980-х годов, времён Перестройки и Гласности в СССР. Проводился в столице Литовской Советской Социалистической Республики (ЛССР) Вильнюсе, в 1985—1989 гг. Являлся продолжателем традиций рок-фестиваля «Opus», также проводившегося в Вильнюсе — с 1979 по 1982 г. Оказал, пожалуй, решающее влияние на развитие рок-музыки в Литве.
Организован клубом «LITUANIKA» (интернациональный клуб, существующий при ЛКСМ ЛССР с 12 октября 1983, был назван именем «Литуаника», в честь 50-летнего юбилея полёта Дарюса и Гиренаса через Атлантику).

В 1984 г. руководство клуба «Литуаника» решило организовать музыкальный фестиваль и провести его в 1985 г. Этот фестиваль по указу ВЛКСМ должен был быть посвящён XII Московскому международному фестивалю молодёжи и студентов.

## «Литуаника-85»
«Литуаника-85» проходил в мае 1985 г., организован Вильнюсским горкомом комсомола и интерклубом «Литуаника». Помимо 15 рок-групп из разных городов страны, на нём также выступили и джазовые коллективы со всего СССР.
Проходил в вильнюсском Дворце культуры и спорта МВД.

1985.05.24 (пятница)
ВИА Биржайской реставрационной мастерской (рук. Е. Гражис); Джазовый ансамбль под руководством В. Чекасина (Вильнюс); ВИА «Opossum» (Таллин); джазовый ансамбль под руководством Р. Багдонаса (Паневежис); ВИА «Rondo» (Каунас, рук. А. и Г. Тауткасы).
1985.05.25 (суббота)
ВИА «Impulsas» (шакяйский творческий коллектив под рук. Руткаускас); Джазовый квинтет (Тбилиси); ВИА «Meтро» (Минск); ВИА «Сельский час» (Рига); ВИА «Искра» (Ташкент).
1985.05.26 (воскресенье)
ВИА «Uniform» (Таллин); Джазовый дуэт (Ленинград); ВИА «Post scriptum» (Тбилиси); Ансамбль Вильнюсского электрографического института «Katarsis» (рук. П. Пошкус); ВИА Вильнюсской межведомственной охраны «Студия» (рук. Й. Пулкаускас).

- Лауреаты: «Ad Libitum» и «Метро» (жюри под руководством Микалоюса Новикаса).
- Приз зрительских симпатий достался группе из Вильнюса под руководством Йонаса Пулкаускаса.
- Приз за профессионализм получил Манзур Ташматов из Ташкента.
- Приз будущей надежды получила Джордана Буткуте.

## «Литуаника-86»
«Литуаника-86» проходил 23—25 мая 1986 года во Дворце культуры МВД. В число организаторов вошла и Литовская государственная филармония. В фестивале участвовали 16 рок-групп из Ленинграда, Москвы, Таллина, Риги, Минска, Вильнюса, Калининграда, в том числе «Аквариум», «Браво», «Ария», «Юмправа», «Antis», «003», «Группа Гуннара Грапса». Фестиваль значительно усилил интерес общественности к ранее запрещавшейся рок-музыке. Сильный состав участников и разбирающаяся в роке публика создали неповторимую атмосферу. «Литуаника−86» стал фестивалем, на котором рок заявил о себе в полную силу, а некоторые группы сразу же приобрели всесоюзную известность.
В нём принимало участие 16 групп.

Участники фестиваля:
1986.05.23 (пятница)
«Метро» (Минск); «Hetero» (Эстония); «003» (Калининград); Театр пантомимы (Вильнюс); «AD Libitum» (Вильнюс, рук. П.Пошкус); «Браво» (Москва);
1986.05.24 (суббота)
ВИА «Студия» (Вильнюс); ВИА «Sipoli» (Рига); (группа) «Бонда» (Минск); «Ария» (Москва); «Jumprava» (Рига); «Группа Гуннара Грапса» (Таллинн); «Аквариум» (Ленинград); ВИА «Лаборатория рока», рук. A. Орлов (Вильнюс)
1986.05.25 (воскресенье)
Концерт молодежи «Anonsas»; «Antis»; «Plentas» (Пасвалис(Рига?); «Foje» (Вильнюс); «Hilda» (Вильнюс);
Концерт лауреатов.

На фестивале работало 2 жюри: официальное, с представителями госфилармонии, и составленное из рок-экспертов молодого поколения. При определении итогов мнения разошлись, и был принят компромисс: лауреатами стали «Сиполи», «Группа Гуннара Грапса», «Браво», «Аквариум» и «Ария» (приз за профессионализм). Группа «003» из Калининграда названа самой большой надеждой на будущее. Симпатии публики завоевала группа «Antis», выступавшая вне конкурса.
Любимицей публики стала группа под руководством Гуннара Грапса,
лучшая вокалистка — Жанна Агузарова из «Браво»,
за мастерство исполнения награждена группа Гуннара Грапса,
за лучшую композицию — «Sipoli»,
«Браво» — за лучшую программу,
«Аквариум» — за оригинальность стиля.
Приз надежд вручен группе «003»,
«Комсомольской правды» — «Jumprava».

## «Литуаника-87»
«Литуаника-87» проводился 19—24 мая 1987 г. в Большом зале Вильнюсского Дворца спорта. Первые два дня были посвящены панораме литовской рок-музыки. Организаторы постарались создать демократическую атмосферу — стулья в партере убрали, публика могла танцевать или с трибун наблюдать за выступающими; минимальное количество милиции и дружинников. По сравнению с 1986 годом количественный состав участников вырос (28 групп), но в качественном отношении уступал прошлогоднему. Наряду с самобытными группами выступали и откровенно слабые, малоинтересные в музыкальном отношении. Камерные группы, исполнявшие интеллектуальные, сложные в композиционном смысле программы, практически затерялись. В итоге фестивальные концерты получились неровными, хотя общее впечатление осталось хорошее: «Литуаника-87» стал всесоюзным праздником рок-музыки, в котором участвовали такие интересные группы, как «Бригада С», «Кино», «АВИА» и «АукцЫон».
3-й фестиваль «Литуаника 87» прошел 19—24 мая 1987 г. в Вильнюсском дворце спорта.
Организаторы: интерклуб «Литуаника» и государственная филармония Литвы. В нём принимало участие 28 групп из СССР. Было проведено 6 конкурсных вечеров, которые посетило 20 тыс. человек. Первый и второй дни были посвящены литовским группам.

1987.05.19 (вторник). Панорама литовской рок-музыки
«Ad libitum» (Вильнюс); «Balana» (Вильнюс); «Ekslibris» (Вильнюс); «Impulsas» (Шакяй); «Ramybės skveras» (Kедайняй); «Utopija»; «Post skriptum» (Вильнюс).
1987.05.20 (среда). Панорама литовской рок-музыки
«Hilda» (Вильнюс); «Faktas» (Вильнюс);
«Kardiofonas» (Kаунас)
«Horoskopas» (Kвунас)
«Piligrimas» (Каунас)
«АукцЫон» (Ленинград)
1987.05.21 (четверг)
Группа Гуннара Грапса (Taллинн); «Juke boks» (Тбилиси); «Бригада С» (Москва)
«Желтые почтальоны» (Рига)
«Katedra» (Вильнюс)
«Tigro metai» (Каунас)
1987.05.22 (пятница)
«Николай Коперник» (Москва); «Jumprava» (Рига); «Облачный край» (Архангельск); «Antis»; «Kolumbus Krist» (Taллинн)
1987.05.23 (суббота)
«Ночной проспект» (Москва); «Наутилус Помпилиус» (Свердловск); «Opus» (Рига); «АВИА» (Ленинград); «Кино» (Ленинград); «Līvi» (Лиепая).
1987.05.24 (воскресенье)
Форум представителей рок-клубов страны «Развитие рок-клубов и молодежной музыки».
Концерт джазовой музыки на пл. Кутузова: группы А.Абаряускаса и П.Вишняускаса
- Участники фестиваля: «Бригада С» (Москва), «Опасные соседи» (Ленинград), «Николай Коперник» (Москва),

Комиссия жюри под председательством Саулюса Шальтениса,
основной приз вручила группе «Antis» (за 1 место проголосовали все 14 членов комиссии),
группа «Lyvi» (Лиепая, рук. Юрий Яковлев) и группа из Свердловска «Наутилус Помпилиус» (рук. Вячеслав Бутусов).
Лауреаты «Jumprava», «Ad Libitum» и «Соседи» (Ленинград)
Обладателями дипломов фестиваля стали 5 рок-групп: «Jumprava»
из Риги (приз союза композиторов ЛССР за лучшую рок-композицию), «Aвиа»
из Ленинграда (приз фестиваля за оригинальность), «Katedra» (Вильнюс),
«Opus» (Рига) и группа Г. Грапса (Tаллинн).
Лауреаты: «Антис», «Наутилус Помпилиус», «Livi».
Призы фестиваля также получили группа «Николай Коперник» (Москва), группа «Katedra» солист П.Мешкела
(вокал), гитарист группы Г.Грапса Ю. Стиханов, исполнитель «Aвиа» Н.Гусев (клавишные).
Декоратор фестиваля — A. Лапенис, режиссёр по свету — Н.Бирулис, группа «Jumprava», звукорежиссёр — A.Залецкис, ведущий фестиваля — A. Kливечка.
Концерт снимала американская телекомпания CBS.
Лучшие выступления были изданы на пластинке под названием «LITUANIKA '87» (именно в таком написании), выпущенной фирмой «Мелодия» (Мелодия, C60 26577 009).

## «Литуаника-88»
«Литуаника-88» проводился 13—18 сентября 1988 года в Вильнюсском Дворце спорта. Организаторы: молодежный клуб «Литуаника», Литовский фонд культуры и Комитет защиты мира, Госфилармония, Каунасский клуб молодежной музыки «Балтика». Было решено отказаться от идеи всесоюзного рок-фестиваля и сделать «Литуанику» фестивалем прибалтийского региона.
В конце 1987 г., после фестиваля «Литуаника», большинство самых активных членов интерклуба «Литуаника» вышли из юридической зависимости от ВЛКСМ. ВЛКСМ всегда старался контролировать движение рок-музыкантов ЛССР. Практически до 1988/1989 г. на территории ЛССР было невозможным организовать какое-либо мероприятие международного масштаба без согласования с Компартией ЛССР, проверки комсомольскими и молодежными органами и их одобрения. Все это время со дня первого фестиваля в 1985 г. ВЛКСМ всячески пытались придать рок-фестивалю идеологические значение, не разрешали музыкантам групп использовать собственные названия (нужно было указывать ВИА — вокально-инструментальный ансамбль), ансамбль обязательно должен был входить в какую-либо организацию, тексты подвергались цензуре и т. д. Только благодаря благосклонности председателя культурного фонда Чесловасу Кудабе и его заместителю Геримантасу Тарвидасу был зарегистрирован молодежный клуб «Литуаника», в который вошли люди, вышедшие из бывшего интерклуба при ВЛКСМ.
ВЛКСМ всячески пытался помешать регистрации клуба под именем «Литуаника» вне юрисдикции ВЛКСМ. По этим причинам фестиваль «Литуаника» 1988 г. был перенесен на сентябрь. Фестиваль «Литуаника» 1988 г. был посвящён 55-летнему юбилею полета Дарюса и Гиренаса над Атлантикой.
На фестивале «Литуаника-88» выступило 20 групп из Литвы, Эстонии, Латвии, Ленинграда и 10 зарубежных из ГДР, ФРГ, Польши, Финляндии, Голландии, Западного Берлина. Наибольший интерес вызвали выступления зарубежных групп, особенно панк-группа из ФРГ «Die Toten Hosen» и западноберлинская new wave «Boom Operators».

4-й фестиваль «Литуаника’88» прошел в 13—18 сентября 1988 г. в Вильнюсском Дворце Спорта. 

Организаторы: клуб «Литуаника» при культурном фонде Литвы, государственная филармония Литвы.
Участники фестиваля:
«Die Toten Hosen» из ФРГ , «BoomOperators» из Западного Берлина, «Foje» (Вильнюс), «Katedra» (Вильнюс), «AD Libitum» (Вильнюс), J.M.K.E (Эстония), «Horoskopas» (Литва), «Ноль» (Ленинград), " Zig-Zag (Латвия), «P-3» (Эстония), «K.Remonts» (Латвия), «Utopija» (Литва), «Jumprava» (Латвия), «Soul Stroika» (Эстония), «Ultima Thule» (Эстония), «Drama» (Литва), «Singer Vinger» (Эстония), «Asparez» (Aрмения), «Skalsa» (Литва, рук. Г. Кажемекас, Вильнюсский художественный институт,
«Вежливый отказ» (Москва), «Bix» (Литва), «Бригада С» (Москва), «Odis» (Латвия), «Lyvi» (Латвия), "Blues Mobil Band (Грузия), «Ломбард» (Польша), «Prinzz» (ГДР), ULO (ФРГ), «Broselmaschine» (ФРГ), «Havana black» (Финляндия), «Kadaverbank» (Голландия), «Izimbra» (Голландия), «Dada» (Польша), «Телевизор» (Ленинград), «Великие Луки» (Tаллинн).

По сравнению с предшествующими годами фестиваль утратил мощь, подбор групп по региональному принципу и приглашение многих начинающих коллективов снизило уровень программ. С большой симпатией зрители встретили первое после 2-летнего перерыва выступление группы «Foje» из Вильнюса, которая получила приз организаторов фестиваля. От объявления лауреатов решили отказаться (приз организаторов фестиваля был вручен группе «Foje»).
Завершением фестиваля стал митинг-концерт под открытым небом в одном из парков(?) Вильнюса. Он по-настоящему выразил атмосферу демократизации общества в условиях Перестройки. Мероприятие приобрело международное значение. Во время фестиваля в Нагорном парке прошел митинг-концерт Саюдиса. Весь концерт транслировался в прямом эфире Литовского Радио; режиссёр — Альгирдас Клова.

## «Литуаника-89»
Участники фестиваля: «Katedra» и др.
После фестиваля 1988 г. члены клуба «Литуаника» стали активными участниками движения «Саюдис», инициировали обращение к молодежи литовцев мира, призывая всех к встрече в Литве и закончили свою деятельность.
На это призыв в прессе в 1989 г. отозвалось много литовской молодежи со всего мира. На первую встречу собралась часть участников
старой «Литуаники», а также множество новых людей. В 1989 г. была учреждена литовское молодежное общество «Литуаника».
Самым значимым событием было мероприятие 1989 г. — дни литовской молодежи мира в Тракай. «Литуаника» также участвовала в
координации круглого стола молодежных организаций (по инициативе члена правления «Саюдис» Альвидаса Медалинскаса), организовала несколько экспедиций в Сибирь в места литовских ссыльных.

## Продолжение
12—13 сентября 2015 в Нагорном парке (Вильнюс) прошел фестиваль с тем же названием («Литуаника-30»). Участие в нём приняли и много групп, игравших некогда и на исторических фестивалях «Литуаника30»: «Rebelheart», «Airija», «BA», Саулюс Прусайтис, «Hetero» (Эстония), «Jumprava» (Латвия); «Airija», А. Макаревич, Б. Гребенщиков и «Аквариум», звёзды джаза с  В. Чекасиным.